# Nicolas Lesburguères
Pas d'image ? Cliquez ici

a Compétitions nationales et continentales officielles uniquement.

Dernière mise à jour le 7 avril 2020.
Nicolas Lesburguères, né le 24 mai 1987 à Blaye, est un joueur de rugby à XV évoluant au poste de talonneur (1,86 m pour 112 kg).

## Clubs successifs
- Avant 2002 : Stade blayais
- 2002-2010 : Stade montois
- 2010-2011 : Pays Médoc rugby
- 2011-2014 : SA Hagetmau

## Palmarès
- International -18 ans : 1 sélection en 2005 (contre l'Espagne)